# Akoupé
Akoupé è una città, sottoprefettura e comune della Costa d'Avorio, situata nella regione di La Mé. È capoluogo dell'omonimo dipartimento e conta una popolazione di 79 065 abitanti (censimento 2021).